# Jhalawar
|  | Per a altres significats, vegeu «Prant de Jhalawar». |

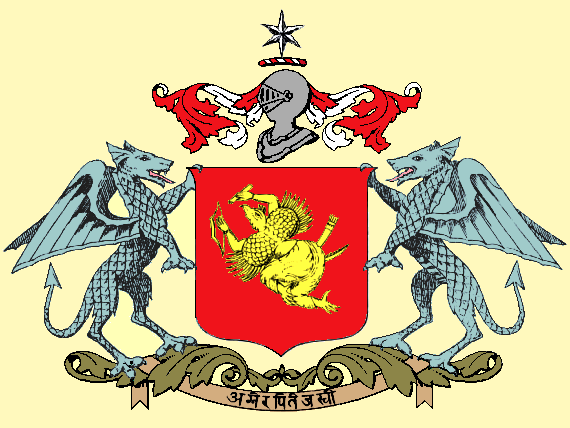
Escut

Jhalawar fou un principat de l'Índia, a la Rajputana agència de Kotah-Jhalawar. Estava format per dues parts separades, l'anomenada Kirpapur (només 41 km²), i la resta anomenada pròpiament Jhalawar, que té forma de lletra S. Aquesta darrera, la principal, limita al nord-est i nord amb Kotah, al nord-oest amb el districte de Rampura-Bhanpura (districte d'Indore) i el tahsil d'Agar (de Gwalior); al sud-oest amb Sitamau i Jaora; al sud amb Dewas i el districte d'Agar; i a l'est amb Rampura-Bhanpura i el districte de Pirawa de Tonk. De nord a sud mesurava uns 136 km i l'amplada variava entre 5 i 27 km. La capital era Jhalawar (ciutat). Hi ha jaciments arqueològics con la vella ciutat de Chandravati, prop de la ciutat de Jhalrapatan, i les stupes tallades a la roca al poble de Kholvi al tahsil (districte) de Dag (al sud), probablement les coves budistes més modernes de l'Índia.

## Geografia
L'altura del territori és entre 300 i 450 metres. Els rius principals són el Chambal i el Kali Sind. El primer forma la frontera sud-oest al llarg de 15 km, i el segon, la frontera nord-est al llarg de 27 km. Els rius interiors principals són el Chhoti Kali Sind que desaigua al Chambal, i l'Au (o Ahu) que ho fa al Kali Sind.
La superfície de l'estat era de 2.097 km², dels que 1.445 km² eren de zones de cultiu.
El clima s'assembla al de Malwa, bastant saludable. La temporada de calor és menys severa que al nord i oest de Rajputana; a l'abril i al maig corren forts vents; les nits són generalment més fresques i agradables. La mitjana de pluges varia entre 213 cm³ (mesurat el 1877) i 1.114 cm³ (mesurat el 1900).

### Possessió de la terra
La possessió de la terra era en arrendament de l'estat. Bona part dels pobles eren khalsa, terres del sobirà de les que el darbar (govern) cobrava directament la renda. La resta eren jagirs i muafis; les primeres (tingudes pels jagirdars) pagaven un petit tribut cada any o cada dos anys, i alguns a més a més havien de fer algun servei, generalment entregar cavalls o soldats al darbar; les terres muafi eren les entregades a institucions religiós i de caritat; alguns del posseïdors (muafidars) tenien alguns deures o feien algun pagament (sisala).

## Demografia
La població al cens del 1881 era 340.488 habitants, el 1891 de 343.601 habitants, el 1901 de 90.175 habitants i el 1931 de 107.890 habitants.
L'estat estava formar per 410 ciutats i pobles. La ciutat més rellevant era i és Jhalawarpatan, i també era important Jhalawarpatan Chhaoni (que vol dir Acantonament de Jhalawarpatan), ambdues municipalitats.
La casta principal era la dels sòndhies (sondhias) rajput (24%), seguits dels chamars (8%), bramans (7%), mahajans (6%), balais (5%) i gujars (4%). La majoria de la població treballava directament en l'agricultura (54%).

### Llengua i religió
La llengua principal és el malví (malwí) o rangrí; també molt parlat era l'haraoti dialecte del rajasthaní. Hindús eren el 86%, musulmans el 10% i la resta jains (3%) i altres.

### Educació i sanitat
El 96,6% de la població era analfabeta el 1901 (93,6% homes i 99,8% dones). Hi havia nou escoles a l'estat de les que la principal era a Jhalawarpatan Chhaoni, on s'ensenyava angles, urdú, hindi i sànscrit. La resta de les escoles eren d'educació primària i cap per noies. El 1900 hi havia quatre hospitals i dos dispensaris.

## Govern i administració
L'estat estava dividit en cinc tahsils: Patan, el més gran i amb les dues úniques ciutats de l'estat, a més de 127 pobles, poblat pel 40% de la població total; Pachpahar; Awar; Dag i Gangdhar. L'administració corresponia al sobirà que portava el títol de raj rana, assitit per un diwan. Al front de cadascun dels districtes o tahsils i havia un tahsildar i al tahsil de Patan, a més a més, un naib-tahsildar o ajudant del tahsildar.

### Segells i moneda
L'estat disposava de sis oficines de correus després d'haver adoptat el 1900 el sistema postal britànic. Les dues principals ciutats tenien oficina de telègraf. Emissions de segells pròpies apareixen entre 1918 i 1950.
Al sistema monetari britànic hi va quedar integrat entre l'1 de març i el 31 d'agost de 1901. Anteriorment posseïa moneda pròpia anomenada madan shahi que el 1893 era equivalent en valor a la moneda britànica, i fins i tot superior, però després va perdre valor i el 1899 calien 123 madan shahi per obtenir 100 rúpies britàniques.

### Escut i bandera
L'escut és de color rosat amb un silueta humana daurada d'una persona una mica ajupida amb un arc a la mà esquerra i la dreta estesa cap endavant; damunt de l'escut dos sabres de plata creuats amb les puntes a la part de dalt i els mànecs (daurats) a la part inferior, i sobre els sabres un sol daurat amb rostre en esplendor (32 rajos de sol); l'escut està aguantat per dos dracs alats, de sinople, amb línies de color verd (sinople) clar. Els dos dracs descansen sobre un adornaments daurats que també sostenen una cinta blava, amb inscripció daurada (el lema de l'estat en lletres sànscrites). L'escut reial era idèntic però fora de l'escut tot era daurat (excepte la cinta) i dins l'escut la figura humana era substituïda pel mític ocell garuda portant també l'arc.
La bandera era rectangular totalment de color rosat. L'estendard reial era també rectangular de color rosat, amb el sol daurat de 32 rajos i rostre al centre.

### Exèrcit i policia
L'exèrcit estava format per 100 homes de cavalleria, 71 artillers, i 420 infants; el nombre de canons era de 45 però només 20 funcionaven. La infanteria era en uns tres quarts ocupada en missions de policia als districtes.
La policia pròpia la formaven 366 homes, 30 dels quals a cavall. Hi havia set estacions de policia. 166 pobles tenien policia (chaukidar) pel seu comte com un servei a l'estat per la terra.
L'única presó era a Jhalawarpatan Chhaoni, i hi havia calabossos a cada cap de districte.

### Justícia
Les corts inferior eren les dels tahsildars que resolien els casos menors; per damunt el diwani adalat, per casos mitjana civils i el faujdari adalat per casos mitjans penals; per damunt, la cort d'apel·lació amb poder il·limitat en qüestions civils i criminals i d'apel·lació dels tribunals inferior amb l'única limitació de la necessitat de confirmació de les penes de mort pel mahakma khas, un òrgan presidit pel raj rana i que era per tant la cort suprema.

## Economia i comunicacions
La majoria de la població vivia de l'agricultura (54% directament) i es cultivava l'anomenat jowar (majoritari), moresc, cotó, opi, i blat; la ramaderia tenia certa importància i era de la casta de Malwa; va quedar reduïda per la fam del 1899-1900 i les epidèmies que van seguir. L'estat produïa llana, llet i abono. Una fira de bestiar es feia a Jhalrapatan a finals d'abril i a principis de novembre. Els boscos estaven sota administració d'un departament anomenat Dungar-Bagar. A la vora de la capital hi havia nombroses explotacions de pedra arenosa de color gris, blanc o roig. El ferro i el coure, tot i que n'hi havia una mica, no s'explotaven.
Les manufactures principals eren teles de cotó, estores, ganivets i similars; l'exportació principal era opi cap a Ujjain i Indore i la principal importació eren productes alimentaris derivats del gra, sal, sucre, roba i metalls.
Per l'estat passava la línia ferroviària Nagda-Muttra que creuava tres tahsils i que es va construir al primer decenni del segle XX.

## Història
La família real pertany al clan jhala dels rajputs i dona el seu nom a l'estat. El cap Rajdhar va fundar el petit principat d'Halwand a Kathiawar el 1488; el seu vuitè successor va tenir un fill de nom Bhao Singh, que va abandonar el país i es va dirigir primer a Idar i després a Ajmer on es va casar amb la filla del takhur sesòdia de Sawar amb la que va tenir un fill, Madho Singh, i una filla. Madho va anar a Kotah en temps del maharao Bhim Singh, va obtenir el favor d'aquest cap i va aconseguir el càrrec de faujdar o comandant de les tropes i del fort; la seva germana es va casar al mateix temps amb Arjun Singh, el fill gran del sobirà de Kotah i aquesta connexió familiar va procurar per Madho el títol de mama, un respectuós títol equivalent as oncle matern de la família reial.
A Madho el va succeir com faujdar el seu fill Madan Singh (sota el qual el càrrec va esdevenir hereditari) i a aquest Himmat Singh, fins al 1758 en què el va succeir el seu famós nebot Zalim Singh, de 18 anys, al que havia adoptat. El 1761, Zalim, al front de les forces de Kotah, va derrotar les forces de Jaipur a Bhatwara, però després va caure en desgràcia del seu sobirà maharao Guman Singh, a causa segons es creu de rivalitats amoroses, i fou destituït; Zalim va emigrar a Udaipur on va fer bons serveis al sobirà i va rebre el títol de raj rana; va tornar a Kotah on no sols fou perdonat sinó reinstal·lat en el seu antic càrrec i quan el sobirà de Kotah era al llit de mort, va cridar a Zalim i li va encarregar la custòdia del seu fill Umed Singh i la regència del regne (1771). Així Zalim va esdevenir l'autèntic governant de Kotah, al que va portar a gran prosperitat; va governar més de 50 anys.
El 1817 va signar un tractat amb els britànics que establia el protectorat i per un article addicional afegit el 1818 se li va concedir la completa administració amb dret hereditari a perpetuïtat. Va morir el 1824 i el va succeir el seu fill Madho Singh, poc capacitat i ràpidament substituït pel seu fill Madan Singh. El 1834 les disputes entre el sobirà de Kotah i l'administrador o ministre Madan Singh van créixer, i amb l'expulsió del ministre, l'ambient amenaçava una revolta popular. Es va poder solucionar amb la partició de Kotah entre la casa reial i els zalímides, creant-se així l'estat de Jhalawar, formar per 17 districtes de Kotah. Per tractat de 1838 el nou principat fou posat sota protectorat britànic pagant un tribut de 80.000 rúpies. Madan Singh, el primer sobirà, va rebre el títol de maharaj rana i salutació de 15 canonades.
Madan va morir el 1845 i el va succeir el seu fill Prithwi Singh; durant la rebel·lió del 1857 va servir lleialment als britànics protegint als europeus que es van refugiar als seus dominis. El 1862 va rebre el sanad (decret) que li garantia el dret d'adopció. Va morir l'agost de 1875 i el va succeir el seu fill adoptiu Bakht Singh, de la família reial de Wadhwan a Kathiawar, que d'acord amb la regla familiar de què els sobirans havien de portar els noms de Zalim, Madho, Madan o Prithwi, va agafar el primer. En ser menor l'administració fou encarregada al superintendent polític assitit per un consell; fou declarat major d'edat el 1883 i va rebre els poders de govern el 1884, però al no governar adequadament aquestos poders li foren retirats el 1887 i es va restaurar l'administració vigent durant la seva minoria; el 1892 va prometre esmenar-se i se li va confiar el govern de tots els departaments excepte el de recaptació; finalment aquest departament també li fou traspassat el 1894; però el 2 de març de 1896 fou altre cop deposat i enviat exiliat a Benares amb una pensió de 30000 rúpies (dos mil lliures) l'any.
No tenia fills i el govern britànic va restituir a l'estat a Kotah una part dels territoris que havien format l'estat el 1838 i la resta (districtes de Shahabad i Chaumahla) es va reservar pels zalímides i per aquells sardars que es considerava inconvenient transferir a Kotah; el 1897 Kunwar Bhawani Singh, fill del thakur Chhatarsal de Fatehpur, descendent de Madho Singh, el primer jhala faujdar de Kotah, fou seleccionat pels britànics com a nou sobirà; els acord es van completar al final del 1898 i la transferència del territori va tenir lloc l'1 de gener de 1899. Bhawani Singh va portar el títol de raj rana i tenia dret a salutació d'onze canonades (després augmentades a tretze); el tribut al govern britànic era de 30000 rúpies l'any.
Just pujar al poder Bhawani es va trobar amb el problema de la gran fam de 1899-1900. El 1900 va adoptar el sistema postal britànic i el 1901 la moneda britànica. Va visitar Europa el 1904. Va morir el 13 d'abril de 1929 i el va succeir el seu fill Rajendra Singh que va morir el 2 de setembre de 1943. El seu successor fou el seu fill Harish Chandra Singh. Va portar a l'estat a la Unió del Rajasthan amb Banswara, Bundi, Dungarpur, Kishangarh, Pratapgarh, Shahpura, Tonk i Kotah, establerta formalment el 25 de març de 1948 a la que es va afegir Udaipur tres dies després i formalment el 18 d'abril de 1948. El 30 de març de 1949 s'hi van unir els grans estats (Jaipur, Jodhpur, Jaisalmer i Bikaner) i es va formar el Gran Rajasthan, i finalment s'hi va incorporar la Unió de Matsya el 15 de maig de 1949 i es va former l'estat de Rajasthan. Harish Chandra Singh fou ministre al gabinet Sukhàdia de 1961-1966.

## Llista de sobirans
- Bhav Singh, vers 1709
- Madho Singh I, faujdar de Kotah
- Madan Singh I, faujdar de Kotah
- Himmat Singh, faujdar de Kotah, mort 1758
- Zalim Singh I, faujdar de Kotah 1758-1762 i vers 1768-1824, regent de Kotah 1771-1818, ministre administrador de Kotah 1818-1824
- Madho Singh II, ministre administrador de Kotah 1824-1825
- Madan Singh II, ministre administrador de Kotah 1825-1834, maharaj rana de Jhalawar 1838-1845
- Prithwi Singh, maharaj rana 1845-1875
- Zalim Singh II (Kumar Shri Bakhtsinhji Kesrisinhji de Wadhwan), maharaj rana 1876-1896
- Interregne 1896-1899
- Bhawani Singh, raj rana 1899-1929
- Rajendra Singh, raj rana 1929-1943
- Harish Chandra Singh, raj rana 1943-1949